# Kreis Botoșani

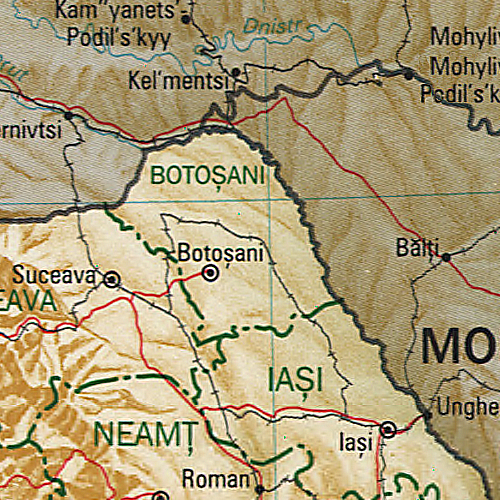
Karte des Kreises Botoșani

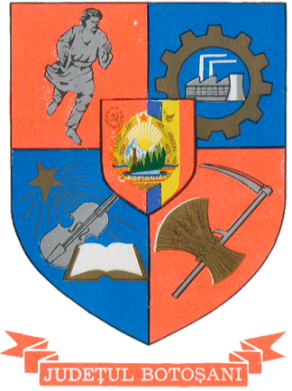
Wappen des Kreises Botoșani, zur Zeit des Realsozialismus

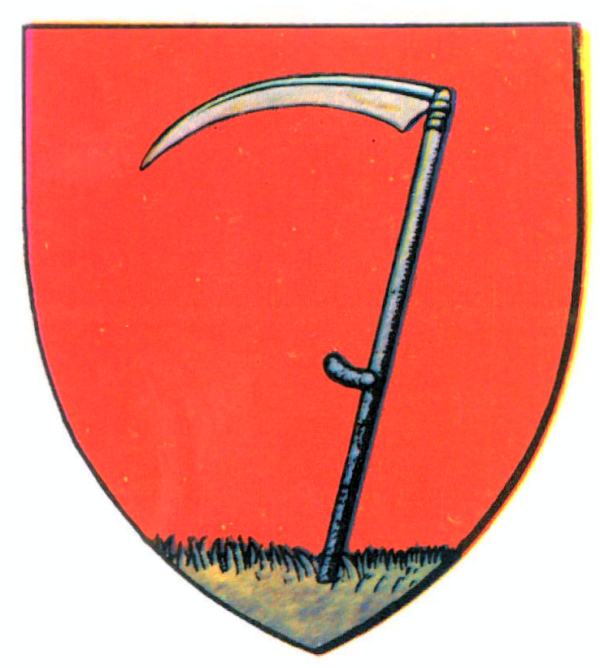
Wappen des Kreises Botoșani, in der Zwischenkriegszeit

Botoșani [botoˈʃanʲ] (Ausspracheⓘ) ist ein rumänischer Kreis (Județ) in der Region Westmoldau mit der Kreishauptstadt Botoșani. Seine gängige Abkürzung und das Kfz-Kennzeichen ist BT.
Der Kreis Botoșani grenzt im Norden sowie im Osten an die Republik Moldau, im Süden an den Kreis Iași, im Südwesten sowie im Westen an den Kreis Suceava und im Nordwesten sowie auch im Norden an die Ukraine.

## Demographie
Im Jahr 2002 hatte der Kreis 452.834 Einwohner und eine Bevölkerungsdichte von 91 Einwohnern pro km². 166.651 Einwohner (37 %) zählen zur städtischen Bevölkerung, 287.372 Menschen (63 %) wohnen in Dörfern.
2011 hatte der Kreis Botoșani 412.626 Einwohner somit eine Bevölkerungsdichte von etwa 82 Einwohnern pro km².

### Ethnische Gruppen
Die Bevölkerung setzte sich 2002 aus folgenden Volksgruppen zusammen:
- Rumänen (447.426 Personen; 98,80 %)
- Roma (3390 Personen; 0,74 %)
- Ukrainer (896 Personen; 0,19 %)
- Lipowaner (698 Personen; 0,15 %)
- Juden (115 Personen; 0,02 %)
- Ungarn (83 Personen; 0,01 %)
- Deutsche (59 Personen; 0,01 %)
- Griechen (34 Personen)
- Armenier (29 Personen)
- Italiener (18 Personen)
- Türken (7 Personen)
- Slowaken (6 Personen)
- Polen (5 Personen)
- Bulgaren (2 Personen)
- Kroaten (1 Person)
- Serben (1 Person)
- Tataren (1 Person)
- Tschangos (1 Person)
- Andere ethnische Gruppen (62 Personen)

## Geographie
Der Kreis hat eine Gesamtfläche von 4986 km²; damit nimmt er rund 2,1 % der Landesfläche ein. Im Nordosten Rumäniens gelegen, befindet sich der Kreis im Norden der historischen Region des Fürstentums Moldau (Principatul Moldovei), im nördlichen Teil der Westmoldau. Im Norden und Osten grenzt der Kreis an den Fluss Pruth (Prut), im Westen an den Sereth (Siret). Zu den größeren Flüssen des Kreises zählen noch der Jijia und der Bașeu. Die Landschaft des Kreises fällt vom Westen (587 m bei Dealu Mare) in östliche Richtung (54 m am Pruth) ab. Der größte See des Kreises ist der am Pruth errichtete Stausee Stânca-Costești auf dem Gebiet von Ștefănești.

## Städte und Gemeinden

### Status der Ortschaften
Der Kreis Botoșani besteht aus offiziell 351 Ortschaften. Davon haben sieben den Status einer Stadt, 71 den einer Gemeinde und die übrigen sind administrativ den Städten und Gemeinden zugeordnet.

### Größte Orte
| Stadt/Gemeinde               | Einwohner |
| ---------------------------- | --------- |
| Botoșani (deutsch Botoschan) | 90.010    |
| Dorohoi (ungarisch Dorohoj)  | 22.893    |
| Darabani                     | 11.948    |
| Flămânzi                     | 10.561    |
| Mihai Eminescu               | 08.638    |
| Vârfu Câmpului               | 07.077    |
| Vorona                       | 06.636    |
| Săveni                       | 06.447    |
| Albești                      | 06.260    |
| Curtești                     | 06.133    |
| Ungureni                     | 06.096    |
|                              |           |
| Ștefănești                   | 05.032    |
| Bucecea                      | 04.171    |
| (Stand: 1. Dezember 2021)    |           |